# Ісаєвич Іларіон Петрович
Іларіон Петрович Ісаєвич (1869 — †28 липня 1927) — полковник морської піхоти Армії УНР.

## Біографія
Полковник лейб-гвардії Гренадерського полку у російській армії.
З 24 жовтня 1918 року — комендант 1-го Гуцульського полку морської піхоти УНР.
В подальшому перебував у Збройних силах Півдня Росії. Евакуйований з Новоросійська. В еміграції проживав у Франції. Мав дружину і сина.
Помер і похований в Каннах (Франція).